# Tinamotaecola nanus
Tinamotaecola nanus is een luizensoort uit de familie Philopteridae. De wetenschappelijke naam van de soort is voor het eerst geldig gepubliceerd in 2014 door Cicchino, Valim en González-Acuña.